# Джунгар
39°51′56″ пн. ш. 111°13′36″ сх. д. / 39.86546° пн. ш. 111.22676° сх. д.
Джунгар (монгольська:ᠵᠡᠭᠦᠨᠭᠠᠷᠬᠣᠰᠢᠭᠤ, Jegünɣar qosiɣu; кит. 准格尔旗, пін. Zhŭngé'ĕr Qí, також Jungar) — один із повітів КНР у складі префектури Ордос, Внутрішня Монголія. Адміністративний центр — містечко Сюецзявань.

## Географія
Розташований на західному (правому) березі Хуанхе на висоті понад 1100 метрів над рівнем моря, та межує з провінціями Шаньсі на південному сході та Шеньсі на південному заході

### Клімат
Хошун знаходиться у зоні, котра характеризується кліматом помірних степів та напівпустель. Найтепліший місяць — липень із середньою температурою 23,4 °C. Найхолодніший місяць — січень, із середньою температурою -10,6 °С.
| Клімат хошуну Джунгар   | Клімат хошуну Джунгар | Клімат хошуну Джунгар | Клімат хошуну Джунгар | Клімат хошуну Джунгар | Клімат хошуну Джунгар | Клімат хошуну Джунгар | Клімат хошуну Джунгар | Клімат хошуну Джунгар | Клімат хошуну Джунгар | Клімат хошуну Джунгар | Клімат хошуну Джунгар | Клімат хошуну Джунгар | Клімат хошуну Джунгар |
| Показник                | Січ.                  | Лют.                  | Бер.                  | Квіт.                 | Трав.                 | Черв.                 | Лип.                  | Серп.                 | Вер.                  | Жовт.                 | Лист.                 | Груд.                 | Рік                   |
| Середній максимум, °C   | −2,7                  | 2,4                   | 9,5                   | 18,2                  | 24,6                  | 28,6                  | 30                    | 27,8                  | 23                    | 15,9                  | 6,7                   | −0,8                  | 15,3                  |
| Середня температура, °C | −10,6                 | −5,6                  | 1,8                   | 10,3                  | 17,3                  | 21,6                  | 23,4                  | 21,3                  | 15,8                  | 8,3                   | −0,8                  | −8,2                  | 7,9                   |
| Середній мінімум, °C    | −16,7                 | −12                   | −4,6                  | 3,1                   | 10                    | 14,7                  | 17,5                  | 15,8                  | 9,8                   | 2,3                   | −6,4                  | −13,8                 | 1,6                   |
| Норма опадів, мм        | 2.4                   | 2.9                   | 11.6                  | 18.7                  | 34.6                  | 49.6                  | 101.1                 | 95.1                  | 46.8                  | 19.5                  | 5.3                   | 2                     | 389.6                 |
| Вологість повітря, %    | 58                    | 51                    | 44                    | 39                    | 40                    | 49                    | 61                    | 67                    | 64                    | 59                    | 58                    | 59                    | 54.1                  |
| ----------------------- | --------------------- | --------------------- | --------------------- | --------------------- | --------------------- | --------------------- | --------------------- | --------------------- | --------------------- | --------------------- | --------------------- | --------------------- | --------------------- |
| Джерело: data.cma.cn    |                       |                       |                       |                       |                       |                       |                       |                       |                       |                       |                       |                       |                       |